# Veres Sándor (tanár)
Középajtai Veres Sándor (Kóbor (Kőhalomszék), 1826. március 6. – Hosszúfalu, 1906. június 10.) tanító, állami felső népiskolai igazgató.

## Élete
Veres Sámuel református lelkész és Kendi Mária fia. Tanult a székelyudvarhelyi református főiskolában; 1848. szeptember 8-án beállott Kossuth-huszárnak, 1849. június 9-én Hunyadi huszár lett hadnagyi rangban és végig küzdötte a szabadságharcot. A világosi fegyverletétel után hazavergődött Erdélybe; az elfogatástól menekülve, Háromszékre, Torjára ment és itt nevelősködött 1852-ig; ezalatt franciául is megtanult. Ezen év második felétől 1855-ig Sepsiszentgyörgyön és Székelyudvarhelyen német nyelvű alkalmazást kapott. 1855-58-ig a székelyudvarhelyi református főiskolánál segédtanár és 1858-tól a zágoni elemi népiskolának tanítója volt. 1869-ben állami költségen kiküldetett a németországi népiskolák tanulmányozására. 1870. augusztus 1-jén báró Eötvös József miniszter gyakorlóiskolai tanítónak nevezte ki a székelykeresztúri állami tanítóképzőhöz. 1879-ben a hosszúfalusi állami felső népiskola igazgatói állására lépett elő. 1897-ben nyugalomba vonult.
Tanügyi cikkeket írt a Néptanítók Lapjába, a Család és Iskola, Felső Nép- és Polgáriskolai Közlöny, Iskola és Szülőház c. szaklapokba; levelezője volt a Székely Nemzetnek.

## Munkái
- Udvarhelymegye földrajza. Székely-Udvarhely, 1882. (A megye népnevelési egyesületének pályadíját nyerte.).
- Brassómegye földrajza az elemi iskolák III. osztálya számára. Uo....